# О’Доннелл, Роджер
Ро́джер О’До́ннелл (англ. Roger O'Donnell; 29 октября 1955, Лондон) — английский музыкант, наиболее известный как клавишник рок-группы The Cure.

## Карьера
О’Доннелл родился в Восточном Лондоне в семье музыкантов и с детства был окружён музыкой. Бросил школу, чтобы стать профессиональным музыкантом. Его первое выступление в качестве музыканта состоялось в 1976 году, когда он сыграл в группе Артура Брауна. Также играл в местных группах, в основном в жанре джаз-фьюжн, с будущим участником Борисом Уильямсом.
В 1983 году стал гастролирующим клавишником группы Thompson Twins, где играл вместе с Борисом Уильямсом. Также был сессионным и гастролирующим клавишником в группах Berlin и The Psychedelic Furs. Пользовался синтезаторами компании Sequential Circuits. На одном из концертов The Psychedelic Furs установил рекорд по количеству моделей Sequential на одной сцене.
В 1987 году по рекомендации Бориса Уильямса присоединился к рок-группе The Cure в качестве гастролирующего клавишника. Группе требовался ещё один клавишник, так как Лол Толхерст злоупотреблял алкоголем и на него нельзя было положиться. О’Доннелл присоединился к The Cure до выхода альбома Kiss Me, Kiss Me, Kiss Me и снялся в видеоклипах на два сингла с этого альбома, хотя в записи песен альбома он участия не принимал. По окончании турне Роберт Смит предложил О’Доннеллу стать постоянным членом группы The Cure. О’Доннелл принял участие в создании альбома Disintegration (1989). В 1990 году он покинул группу.
В 1994 году выпустил сольным альбом Grey Clouds Red Sky. В 1995 году вернулся в The Cure. Принял участие в записи трёх альбомов (Wild Mood Swings, Bloodflowers и The Cure). В 2005 году во второй раз покинул группу.
В 2006 году выпустил свой второй сольный альбом The Truth in Me. В 2011 году О’Доннелл и Толхерст воссоединились с группой The Cure для выступления в Сиднейском оперном театре, где группа исполнила свои первые три альбома. После этого концерта О’Доннелл вновь стал официальным членом группы.
В 2019 году О’Доннелл, наряду с другими участниками The Cure, был включён в Зал славы рок-н-ролла.

## Личная жизнь
1 сентября 2024 года стало известно, что в 2023 году у О’Доннелла была диагностирована лимфома. О’Доннелл сообщил об этом в посте с социальной сети X, уточнив, что у него обнаружили редкую и агрессивную форму лимфомы.

## Дискография

### Альбомы и композиции
- Grey Clouds, Red Sky (1994, перевыпущен в 2005)
- The Truth in Me (2006)
- Songs from the Silver Box (2009)
- Piano Formations (2010)
- Love and Other Tragedies (2015)
- 2 Ravens (2020)
- 7 Different Words for Love (2022)

### Мини-альбомы
- Charlie Crow — Trains on Bridges (2009)

### Песни
- «Another Year Away», песня для документального фильма Moog (2004)
- «Another Name» из Nothing Concrete — 99X/10 Label Sampler (2006)
- «Quieter Trees» (2011)
- «Requiem» (2012)
- «The Bernhard Suite» (2013)